# 3400 Aotearoa
3400 Aotearoa este un asteroid din centura principală, descoperit pe 2 aprilie 1981 de Alan Gilmore și Pamela Kilmartin.